# Milford (condado de Kosciusko)
Milford é uma cidade no condado de Kosciusko no estado norte-americano de Indiana.

## História
Milford foi apresentado pelo juiz Aaron Perine em 10 de abril de 1836, que tinha estabelecido a área com a sua família em 1834. Foi nomeado por causa de um moinho (Mill) que ficava perto de um vau (ford). Os correios de Milford estão em operação desde 1837. Em 1880, Milford foi oficialmente constituída como uma cidade.

## Geografia
De acordo com o United States Census Bureau, a cidade tem uma área total de 2,90 km² (1,12 mi²) dos quais 2,85 km² (1,10 mi²) estão cobertor por terra e 0,06 km² (0,0232 mi²) está coberto por água.